# Znak města Tridentu
Znak Autonomní provincie Trento, jedné z italských provincií v autonomním regionu Tridentsko-Horní Adiže, je tvořen stříbrným štítem s plamennou orlicí. Nad štítem se vznáší koruna autonomní provincie.

## Historie
Znak byl přijat dekretem italského prezidenta ze dne 4. ledna 1988 (Udělení znaku a vlajky Autonomní provincii Trento, italsky Concessione di uno stemma e di un gonfalone alla Provincia autonoma di Trento) a zveřejněn v Úředním věstníku, 18. října 1988, č. 47, řádný dodatek č. 1 (tím zřejmě vstoupil v platnost).
Dekret obsahoval, kromě popisu vlajky, i popis znaku;
Na špičatém štítu: ve stříbrném poli tridentská orlice. Štít je ohraničen úzkým purpurovým pásem. Nad štítem ze vznáší koruna Autonomní provincie Trento, tvořená zlatou obroučkou, lesklou, osazenou drahokamy, na vrcholcích se čtyřmi (třemi viditelnými) zlatými lístky, doplněné o dvanáct zlatých kuliček, z nichž osm poste na okraji obroučky (čtyři viditelné, dvě a dvě), a čtyři, sostenute da punte (dvě viditelné, jedna a jedna), doplňující kuličky umístěné na okraji.

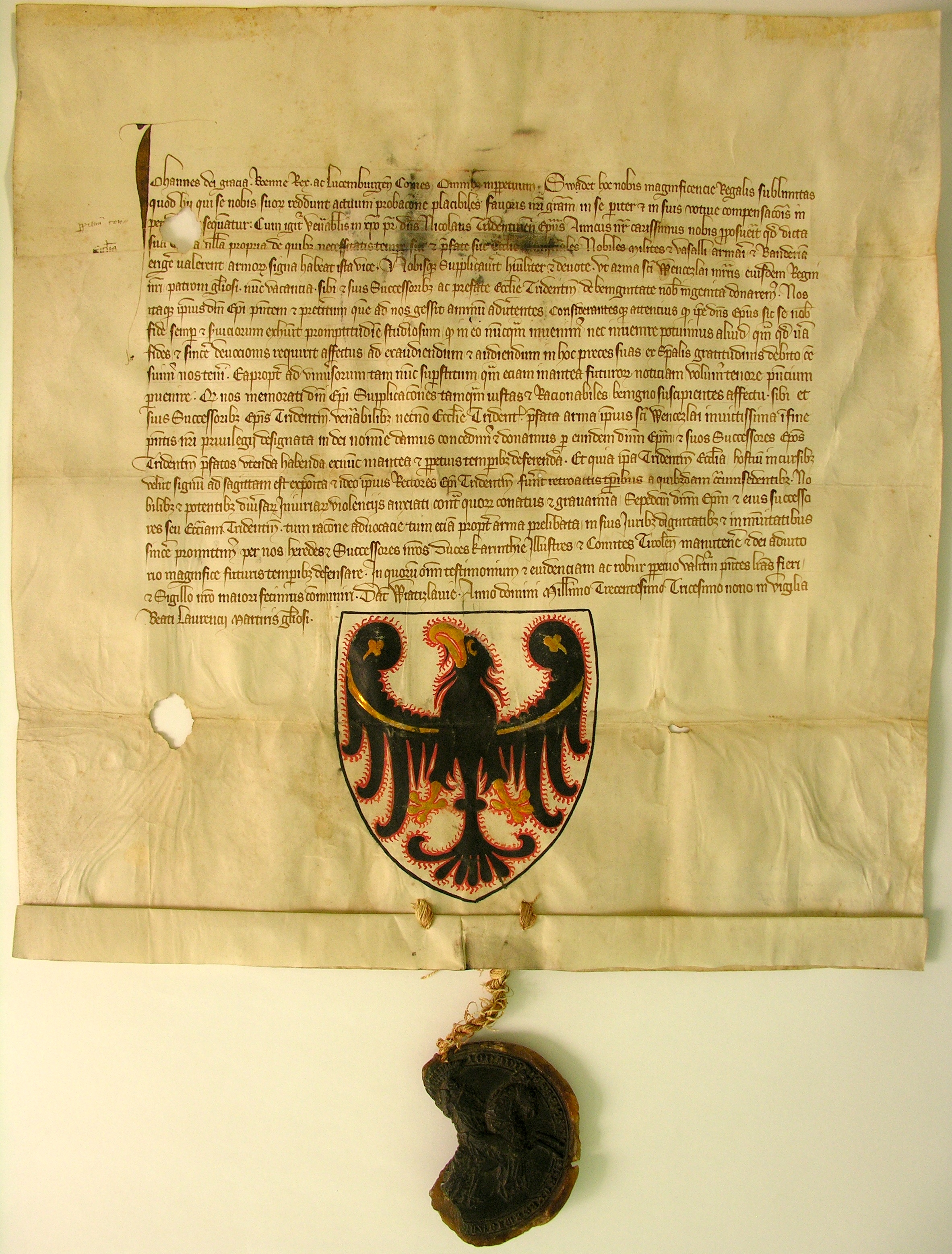
Listina, jíž Jan Lucemburský dne 9. srpna 1339 udělil knížeti-biskupovi Mikuláši z Brna znak Tridentského knížecího biskupství
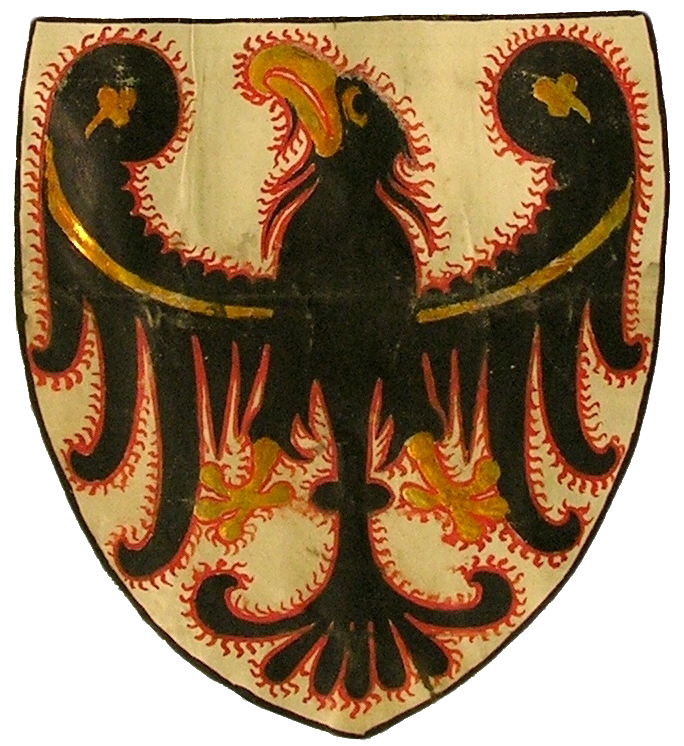
Znak Tridentského knížecího biskupství z roku 1339